# Carl Ulrik Schildt
Carl Ulrik Schildt, född 13 januari 1772 i Nederkalix socken, död 28 januari 1828 i Skellefteå socken, var en svensk militär.
Schildt var son till majoren Johan Peter Schildt. Han blev volontär vid Västerbottens regemente 1774. förare 1780, stabsfänrik 1785, löjtnant 1789, kapten 1795 och major 1808 samt utnämndes till överstelöjtnant i armén 1814; han tog avsked 1819. Han utnämndes till riddare av Svärdsorden 1809. 
Schildt deltog i Gustav III:s ryska krig 1788–1789 och 1808–1809 års krig samt bevistade fälttåget mot Norge 1814. Han var chef för Torneå kompani 1808–1819.
Schildt var gift med Christina Catharina Hollsten, som var dotter till prosten Jonas Hollsten.